# Cykelmagt
Cykelmagt er en dansk dokumentarfilm fra 1978, der er instrueret af Leif Larsen efter eget manuskript.

## Handling
Første del af filmen blev optaget i slutningen af 70'erne og indeholder klip fra københavnske gader, der ikke levner megen plads og undertiden kan give cyklisten angst for at komme helskindet igennem trafikken. Holland fremhæves som et godt eksempel på, hvad der kan gøres for cyklisterne. Anden del er fra slutningen af 80'erne: Der er sket resultater, holdninger er ændret, forbedringer er sket.